# Kvalspelet till Europamästerskapet i fotboll 1976 (grupp 2)
Kvalspelet till Europamästerskapet i fotboll 1976 (grupp 2) spelades mellan den 4 september 1974 och 19 november 1975

## Tabell
| Nr | Lag ( )   | S | V | O | F | GM | IM | MS  | P  |
| -- | --------- | - | - | - | - | -- | -- | --- | -- |
| 1  | Wales     | 6 | 5 | 0 | 1 | 14 | 4  | +10 | 10 |
| 2  | Ungern    | 6 | 3 | 1 | 2 | 15 | 8  | +7  | 7  |
| 3  | Österrike | 6 | 3 | 1 | 2 | 11 | 7  | +4  | 7  |
| 4  | Luxemburg | 6 | 0 | 0 | 6 | 7  | 28 | −21 | 0  |

## Matcher
|             | 4 september 1974 | Österrike                         | 2 – 1           | Wales               | Praterstadion | |
| 19:30 UTC+1 | 19:30 UTC+1      | Wilhelm Kreuz 63′ Hans Krankl 74′ | (0 – 1) Rapport | 35′ Arfon Griffiths | Wien Publik: 35 000<refname="Rsssf">{{Webbref\|url=http://www.rsssf.com/tables/76e-fulldet.html%7Ctitel=EuropeanChampionship1 976(Details)\|hämtdatum=15juli2 017\|utgivare=Rsssf}}</ref> Domare: Dogan Babacan (Turkiet) | Wien Publik: 35 000<refname="Rsssf">{{Webbref\|url=http://www.rsssf.com/tables/76e-fulldet.html%7Ctitel=EuropeanChampionship1 976(Details)\|hämtdatum=15juli2 017\|utgivare=Rsssf}}</ref> Domare: Dogan Babacan (Turkiet) |
| 19:30 UTC+1 | 19:30 UTC+1      |                                   |                 |                     | Wien Publik: 35 000<refname="Rsssf">{{Webbref\|url=http://www.rsssf.com/tables/76e-fulldet.html%7Ctitel=EuropeanChampionship1 976(Details)\|hämtdatum=15juli2 017\|utgivare=Rsssf}}</ref> Domare: Dogan Babacan (Turkiet) | Wien Publik: 35 000<refname="Rsssf">{{Webbref\|url=http://www.rsssf.com/tables/76e-fulldet.html%7Ctitel=EuropeanChampionship1 976(Details)\|hämtdatum=15juli2 017\|utgivare=Rsssf}}</ref> Domare: Dogan Babacan (Turkiet) |
| 19:30 UTC+1 | 19:30 UTC+1      |                                   |                 |                     | Wien Publik: 35 000<refname="Rsssf">{{Webbref\|url=http://www.rsssf.com/tables/76e-fulldet.html%7Ctitel=EuropeanChampionship1 976(Details)\|hämtdatum=15juli2 017\|utgivare=Rsssf}}</ref> Domare: Dogan Babacan (Turkiet) | Wien Publik: 35 000<refname="Rsssf">{{Webbref\|url=http://www.rsssf.com/tables/76e-fulldet.html%7Ctitel=EuropeanChampionship1 976(Details)\|hämtdatum=15juli2 017\|utgivare=Rsssf}}</ref> Domare: Dogan Babacan (Turkiet) |

|             | 13 oktober 1974 | Luxemburg                       | 2 – 4           | Ungern                                                    | Stade Josy Barthel                                                          |                                                                             |
| 15:45 UTC+1 | 15:45 UTC+1     | Gilbert Dussier 14′, 43′ (str.) | (2 – 2) Rapport | 18′ József Horváth 29′, 55′ László Nagy 71′ László Bálint | Luxemburg Publik: 3 000<refname="Rsssf"/> Domare: Magnus Petursson (Island) | Luxemburg Publik: 3 000<refname="Rsssf"/> Domare: Magnus Petursson (Island) |
| 15:45 UTC+1 | 15:45 UTC+1     |                                 |                 |                                                           | Luxemburg Publik: 3 000<refname="Rsssf"/> Domare: Magnus Petursson (Island) | Luxemburg Publik: 3 000<refname="Rsssf"/> Domare: Magnus Petursson (Island) |
| 15:45 UTC+1 | 15:45 UTC+1     |                                 |                 |                                                           | Luxemburg Publik: 3 000<refname="Rsssf"/> Domare: Magnus Petursson (Island) | Luxemburg Publik: 3 000<refname="Rsssf"/> Domare: Magnus Petursson (Island) |

|             | 30 oktober 1974 | Wales                                | 2 – 0           | Ungern | Ninian Park                                                                          |                                                                                      |
| 19:30 UTC±0 | 19:30 UTC±0     | Arfon Griffiths 57′ John Toshack 87′ | (0 – 0) Rapport |        | Cardiff Publik: 15 000<refname="Rsssf"/> Domare: António da Silva Garrido (Portugal) | Cardiff Publik: 15 000<refname="Rsssf"/> Domare: António da Silva Garrido (Portugal) |
| 19:30 UTC±0 | 19:30 UTC±0     |                                      |                 |        | Cardiff Publik: 15 000<refname="Rsssf"/> Domare: António da Silva Garrido (Portugal) | Cardiff Publik: 15 000<refname="Rsssf"/> Domare: António da Silva Garrido (Portugal) |
| 19:30 UTC±0 | 19:30 UTC±0     |                                      |                 |        | Cardiff Publik: 15 000<refname="Rsssf"/> Domare: António da Silva Garrido (Portugal) | Cardiff Publik: 15 000<refname="Rsssf"/> Domare: António da Silva Garrido (Portugal) |

|             | 20 november 1974 | Wales                                                                                   | 5 – 0           | Luxemburg | Vetch Field                                                                      |                                                                                  |
| 19:30 UTC±0 | 19:30 UTC±0      | John Toshack 34′ Mike England 53′ Phil Roberts 70′ Arfon Griffiths 73′ Terry Yorath 74′ | (1 – 0) Rapport |           | Swansea Publik: 10 530<refname="Rsssf"/> Domare: Preben Christophersen (Danmark) | Swansea Publik: 10 530<refname="Rsssf"/> Domare: Preben Christophersen (Danmark) |
| 19:30 UTC±0 | 19:30 UTC±0      |                                                                                         |                 |           | Swansea Publik: 10 530<refname="Rsssf"/> Domare: Preben Christophersen (Danmark) | Swansea Publik: 10 530<refname="Rsssf"/> Domare: Preben Christophersen (Danmark) |
| 19:30 UTC±0 | 19:30 UTC±0      |                                                                                         |                 |           | Swansea Publik: 10 530<refname="Rsssf"/> Domare: Preben Christophersen (Danmark) | Swansea Publik: 10 530<refname="Rsssf"/> Domare: Preben Christophersen (Danmark) |

|             | 16 mars 1975 | Luxemburg      | 1 – 2           | Österrike                             | Stade Josy Barthel                                                                        |                                                                                           |
| 15:30 UTC+1 | 15:30 UTC+1  | Nico Braun 11′ | (1 – 0) Rapport | 58′ Helmut Köglberger 75′ Hans Krankl | Luxemburg Publik: 4 000<refname="Rsssf"/> Domare: Leonardus Van Der Kroft (Nederländerna) | Luxemburg Publik: 4 000<refname="Rsssf"/> Domare: Leonardus Van Der Kroft (Nederländerna) |
| 15:30 UTC+1 | 15:30 UTC+1  |                |                 |                                       | Luxemburg Publik: 4 000<refname="Rsssf"/> Domare: Leonardus Van Der Kroft (Nederländerna) | Luxemburg Publik: 4 000<refname="Rsssf"/> Domare: Leonardus Van Der Kroft (Nederländerna) |
| 15:30 UTC+1 | 15:30 UTC+1  |                |                 |                                       | Luxemburg Publik: 4 000<refname="Rsssf"/> Domare: Leonardus Van Der Kroft (Nederländerna) | Luxemburg Publik: 4 000<refname="Rsssf"/> Domare: Leonardus Van Der Kroft (Nederländerna) |

|             | 2 april 1975 | Österrike | 0 – 0           | Ungern | Praterstadion                                                       |                                                                     |
| 19:30 UTC+1 | 19:30 UTC+1  |           | (0 – 0) Rapport |        | Wien Publik: 80 000<refname="Rsssf"/> Domare: Jack Taylor (England) | Wien Publik: 80 000<refname="Rsssf"/> Domare: Jack Taylor (England) |
| 19:30 UTC+1 | 19:30 UTC+1  |           |                 |        | Wien Publik: 80 000<refname="Rsssf"/> Domare: Jack Taylor (England) | Wien Publik: 80 000<refname="Rsssf"/> Domare: Jack Taylor (England) |
| 19:30 UTC+1 | 19:30 UTC+1  |           |                 |        | Wien Publik: 80 000<refname="Rsssf"/> Domare: Jack Taylor (England) | Wien Publik: 80 000<refname="Rsssf"/> Domare: Jack Taylor (England) |

|             | 16 april 1975 | Ungern                 | 1 – 2           | Wales                             | Ferenc Puskás-stadion                                                            |                                                                                  |
| 17:30 UTC+1 | 17:30 UTC+1   | László Branikovits 77′ | (0 – 1) Rapport | 44′ John Toshack 69′ John Mahoney | Budapest Publik: 25 000<refname="Rsssf"/> Domare: Pablo Sánchez Ibáñez (Spanien) | Budapest Publik: 25 000<refname="Rsssf"/> Domare: Pablo Sánchez Ibáñez (Spanien) |
| 17:30 UTC+1 | 17:30 UTC+1   |                        |                 |                                   | Budapest Publik: 25 000<refname="Rsssf"/> Domare: Pablo Sánchez Ibáñez (Spanien) | Budapest Publik: 25 000<refname="Rsssf"/> Domare: Pablo Sánchez Ibáñez (Spanien) |
| 17:30 UTC+1 | 17:30 UTC+1   |                        |                 |                                   | Budapest Publik: 25 000<refname="Rsssf"/> Domare: Pablo Sánchez Ibáñez (Spanien) | Budapest Publik: 25 000<refname="Rsssf"/> Domare: Pablo Sánchez Ibáñez (Spanien) |

|             | 1 maj 1975  | Luxemburg               | 1 – 3           | Wales                                 | Stade Josy Barthel                                                      |                                                                         |
| 16:00 UTC+1 | 16:00 UTC+1 | Paul Philipp 39′ (str.) | (1 – 2) Rapport | 24′ Gil Reece 32′, 83′ Leighton James | Luxemburg Publik: 5 000<refname="Rsssf"/> Domare: Jan Peeters (Belgien) | Luxemburg Publik: 5 000<refname="Rsssf"/> Domare: Jan Peeters (Belgien) |
| 16:00 UTC+1 | 16:00 UTC+1 |                         |                 |                                       | Luxemburg Publik: 5 000<refname="Rsssf"/> Domare: Jan Peeters (Belgien) | Luxemburg Publik: 5 000<refname="Rsssf"/> Domare: Jan Peeters (Belgien) |
| 16:00 UTC+1 | 16:00 UTC+1 |                         |                 |                                       | Luxemburg Publik: 5 000<refname="Rsssf"/> Domare: Jan Peeters (Belgien) | Luxemburg Publik: 5 000<refname="Rsssf"/> Domare: Jan Peeters (Belgien) |

|             | 24 september 1975 | Ungern                              | 2 – 1           | Österrike              | Ferenc Puskás-stadion                                                       |                                                                             |
| 16:00 UTC+1 | 16:00 UTC+1       | Tibor Nyilasi 3′ László Pusztai 33′ | (2 – 1) Rapport | 17′ (str.) Hans Krankl | Budapest Publik: 35 000<refname="Rsssf"/> Domare: René Vigliani (Frankrike) | Budapest Publik: 35 000<refname="Rsssf"/> Domare: René Vigliani (Frankrike) |
| 16:00 UTC+1 | 16:00 UTC+1       |                                     |                 |                        | Budapest Publik: 35 000<refname="Rsssf"/> Domare: René Vigliani (Frankrike) | Budapest Publik: 35 000<refname="Rsssf"/> Domare: René Vigliani (Frankrike) |
| 16:00 UTC+1 | 16:00 UTC+1       |                                     |                 |                        | Budapest Publik: 35 000<refname="Rsssf"/> Domare: René Vigliani (Frankrike) | Budapest Publik: 35 000<refname="Rsssf"/> Domare: René Vigliani (Frankrike) |

|             | 15 oktober 1975 | Österrike                                                                         | 6 – 2           | Luxemburg                      | Praterstadion                                                                  |                                                                                |
| 19:00 UTC+1 | 19:00 UTC+1     | Kurt Welzl 1′, 46′ Hans Krankl 38′, 76′ (str.) Kurt Jara 41′ Herbert Prohaska 80′ | (3 – 2) Rapport | 5′ Nico Braun 32′ Paul Philipp | Wien Publik: 20 000<refname="Rsssf"/> Domare: Miroslav Kopal (Tjeckoslovakien) | Wien Publik: 20 000<refname="Rsssf"/> Domare: Miroslav Kopal (Tjeckoslovakien) |
| 19:00 UTC+1 | 19:00 UTC+1     |                                                                                   |                 |                                | Wien Publik: 20 000<refname="Rsssf"/> Domare: Miroslav Kopal (Tjeckoslovakien) | Wien Publik: 20 000<refname="Rsssf"/> Domare: Miroslav Kopal (Tjeckoslovakien) |
| 19:00 UTC+1 | 19:00 UTC+1     |                                                                                   |                 |                                | Wien Publik: 20 000<refname="Rsssf"/> Domare: Miroslav Kopal (Tjeckoslovakien) | Wien Publik: 20 000<refname="Rsssf"/> Domare: Miroslav Kopal (Tjeckoslovakien) |

|             | 19 oktober 1975 | Ungern                                                                                   | 8 – 1           | Luxemburg           | Rohonci út                                                                              |                                                                                         |
| 13:30 UTC+1 | 13:30 UTC+1     | Sándor Pintér 13′ Tibor Nyilasi 21′, 32′, 44′, 57′, 67′ Tibor Wollek 78′ Béla Várady 84′ | (4 – 0) Rapport | 83′ Gilbert Dussier | Szombathely Publik: 10 000<refname="Rsssf"/> Domare: Nikola Milanov Doudine (Bulgarien) | Szombathely Publik: 10 000<refname="Rsssf"/> Domare: Nikola Milanov Doudine (Bulgarien) |
| 13:30 UTC+1 | 13:30 UTC+1     |                                                                                          |                 |                     | Szombathely Publik: 10 000<refname="Rsssf"/> Domare: Nikola Milanov Doudine (Bulgarien) | Szombathely Publik: 10 000<refname="Rsssf"/> Domare: Nikola Milanov Doudine (Bulgarien) |
| 13:30 UTC+1 | 13:30 UTC+1     |                                                                                          |                 |                     | Szombathely Publik: 10 000<refname="Rsssf"/> Domare: Nikola Milanov Doudine (Bulgarien) | Szombathely Publik: 10 000<refname="Rsssf"/> Domare: Nikola Milanov Doudine (Bulgarien) |

|             | 19 november 1975 | Wales               | 1 – 0           | Österrike | The Racecourse Ground                                                     |                                                                           |
| 19:30 UTC±0 | 19:30 UTC±0      | Arfon Griffiths 69′ | (0 – 0) Rapport |           | Wrexham Publik: 30 000<refname="Rsssf"/> Domare: Sergio Gonella (Italien) | Wrexham Publik: 30 000<refname="Rsssf"/> Domare: Sergio Gonella (Italien) |
| 19:30 UTC±0 | 19:30 UTC±0      |                     |                 |           | Wrexham Publik: 30 000<refname="Rsssf"/> Domare: Sergio Gonella (Italien) | Wrexham Publik: 30 000<refname="Rsssf"/> Domare: Sergio Gonella (Italien) |
| 19:30 UTC±0 | 19:30 UTC±0      |                     |                 |           | Wrexham Publik: 30 000<refname="Rsssf"/> Domare: Sergio Gonella (Italien) | Wrexham Publik: 30 000<refname="Rsssf"/> Domare: Sergio Gonella (Italien) |